# Главан (Старозагорська область)
Глава́н (болг. Главан) — село в Старозагорській області Болгарії. Входить до складу общини Гилибово.

## Населення
За даними перепису населення 2011 року у селі проживали 992 особи.
Національний склад населення села:
| Національність   | Кількість осіб | Відсоток |
| ---------------- | -------------- | -------- |
| болгари          | 924            | 93,6%    |
| цигани           | 59             | 6,0%     |
| турки            | 0              | 0%       |
| інша             | 4              | 0,4%     |
| не визначились   | 0              | 0%       |
| Всього відповіли | 987            |          |

Розподіл населення за віком у 2011 році:
Динаміка населення: